# دنيز بايقال
دنيز بايقال (بالتركية: Deniz Baykal)‏ ‏(20 يوليو 1938 - 11 فبراير 2023)، سياسي تركي من حزب الشعب الجمهوري ، شغل منصب نائب رئيس الوزراء ووزير الخارجية من عام 1995 إلى عام 1996. وقد شغل العديد من المناصب الحكومية ، قاد بايقال حزب الشعب الجمهوري من 1992 إلى فبراير 1995 ، ثم من سبتمبر 1995 إلى 1999 ومرة أخرى من 2000 إلى 2010.
بين 2002 و 2010 ، شغل أيضًا منصب زعيم المعارضة بحكم قيادته ثاني أكبر حزب في البرلمان.
انتخب بايقال لأول مرة لعضوية البرلمان في عام 1973 ، ثم شغل منصب وزير المالية في ائتلاف CHP-MSP لعام 1974، ووزير الطاقة والموارد الطبيعية في حكومة بولنت أجاويد الثالثة من عام 1978 إلى عام 1979. مع إغلاق حزب الشعب الجمهوري خلال الانقلاب التركي 1980 ، سُجن بايقال لفترة وجيزة قبل انتخابه للبرلمان مرة أخرى في عام 1987 من حزب الشعب الديمقراطي الاجتماعي الجديد (SHP).
كان بايقال أحد الأعضاء القياديين في حزب الشعب الجمهوري الذي أعيد تأسيسه مرة أخرى في عام 1992. وشغل منصب زعيم الحزب حتى عام 1995 ، عندما اندمج حزب الشعب الجمهوري وحزب الشعب الديمقراطي الاجتماعي خلال مؤتمر. أعيد انتخابه زعيمًا في سبتمبر 1995 ، وبعد ذلك خاض بايقال الانتخابات العامة لعام 1995 وشكل حكومة ائتلافية مع حزب الطريق القويم بزعامة تانسو تشيلر. شغل منصب نائب رئيس الوزراء ووزير الخارجية في نفس الوقت بين عامي 1995 و 1996. قاد حزب الشعب الجمهوري إلى هزيمة ساحقة في الانتخابات العامة لعام 1999 ، واستقال بايقال بعد استبعاد الحزب بالكامل من البرلمان لفشله في تجاوز عتبة الانتخابات البالغة 10٪. بغض النظر عن اداء الحزب في الانتخابات ، فقد أعيد انتخابه زعيمًا للحزب في عام 2000 وقاد الحزب إلى نجاح معتدل في الانتخابات العامة لعام 2002 ، ليصبح زعيم المعارضة.
بصفته أكبر نائب في البرلمان بعد الانتخابات العامة في يونيو 2015، عمل بايقال لفترة وجيزة رئيسًا مؤقتاً للجمعية الوطنية الكبرى. كان مرشح حزب الشعب الجمهوري لمنصب رئيس البرلمان الدائم للبرلمان التركي الخامس والعشرين في انتخابات رئيس البرلمان في يونيو ويوليو 2015 ، لكنه خسر أمام عصمت يلماز مرشح حزب العدالة والتنمية . بعد انهيار محادثات الائتلاف بعد الانتخابات ، عُرض على بايقال منصبٌ وزاريٌ في الحكومة الانتخابية المؤقتة اللاحقة التي شكلها زعيم حزب العدالة والتنمية أحمد داوود أوغلو ، والتي رفضها تماشياً مع قرار السلطة التنفيذية للحزب. أصبح رئيسًا مؤقتًا للبرلمان للمرة الثانية في 17 نوفمبر 2015 بحكم كونه أكبر النواب سناً بعد الانتخابات العامة في نوفمبر 2015. وخلفه النائب عن حزب العدالة والتنمية إسماعيل كهرمان ، الذي انتخب رئيساً في 22 نوفمبر 2015.

## عن حياته
ولد بايقال في أنطالية فوالده هو حسين حلمي ووالدته هي فريدة.

### التعليم
تلقى تعليمه في كلية القانون بجامعة أنقرة، ثم درس بعد ذلك في جامعة كاليفورنيا وجامعة كولومبيا في مدينة نيويورك في الولايات المتحدة، كما حصل على شهادة الدكتوراه عام 1963 في أنقرة. وأصبح أستاذًا مساعدًا في جامعة أنقرة.

### العمل السياسي
ترأس حزب الشعب الجمهوري لثلاث فترات، الأولى من 9 سبتمبر 1992 إلى 18 فبراير 1995، والثانية من 9 سبتمبر 1995 إلى 22 أبريل 1999، بينما كانت الثالثة هي الأطول حيث بدأت في 30 سبتمبر 2000 واستمر بها إلى 10 مايو 2010. عندما استقال من رئاسة الحزب إثر تعرضه لفضيحة جنسية.
كما تولّى منصب وزير الخارجية في الفترة من 31 أكتوبر 1995 إلى 6 مارس 1996.

## وصلات خارجية
- دنيز بايقال على موقع مونزينجر (الألمانية)